# Завій
За́вій — село Калуського району Івано-Франківської області. З 2020 р. село входить до складу Новицької ОТГ.

## Географія
Село розтягнулося на 7 км вздовж річки Лукви. В селі потік Сажівка впадає в Лукву.
Село розташоване в південній частині Калуського району, на відстані 15 км від м. Калуш. На північному сході межує з Яворівкою, на північному заході через ліс — з Бережницею та Старим Угриновом, на південному заході — з Грабівкою, через Чорний Ліс межує з селом Посіч Тисменицького району та селом Нивочин Богородчанського району.
На території сільради наявні поклади природного газу (Гринівське газове родовище).

## Легенди
Село Завій засноване в ХІІІ столітті. Перша письмова згадка про село 1455 р.
Існує легенда, що нібито в сорокових роках трагічного XIII століття князь Данило Романович разом зі своїми дружинниками їхав з Калуша через Підмихайля, очевидно, на перевірку соляних промислів.
Ото він виїхав на гору, а далі дороги не було: сніги завіяли. Так і не потрапив князь в урочище Баня, де і тоді вже добували сіль. Звіялася така хурделя, що князь гукнув своїм супутникам: «Ну, други! Ото завоя!». Це одна із версій походження топоніму «Завій».
Старожили села розповідають ще одну легенду: взимку великий загін грабував підгірські села. Одного дня, зібравши всю здобич, він рушив уверх понад берегами Лукви завіяною снігом дорогою. Почався страшний буран. Відтоді про тих татар не було ніякого слуху. Господь зробив так, що їх звіяло зі світу, а місце, де це сталося, люди назвали Завоєм.
Річка Луква досить звивиста, так що про неї можна заспівати словами популярної пісні: «В’ється, наче змійка, неспокійна річка... ». Тоді можна припустити, що через такий крутий норов річки Лукви поляки ще, можливо, за часів Б. Хмельницького назвали її Завоя.

## Історія
В ІХ ст. Галичина була охрещена Кирилом і Мефодієм, а в 981 р. внаслідок військового походу київського князя Володимира Святославовича включена до складу Русі. Наявні перші документи з кінця XIV ст., і в них ми не бачимо жодної згадки про село. Тільки у XVII ст. фіксується поселення. Дехто безпідставно трактує першу збережену згадку як дату заснування, хоча зміст згадки заперечує таке трактування. У ті часи в селі була солеварня при соляній криниці, відомій як Гвоздиха. Польська влада називала одну частину села Лукєв, другу — Завуй. Селяни активно взяли участь у повстанні 1648 року.

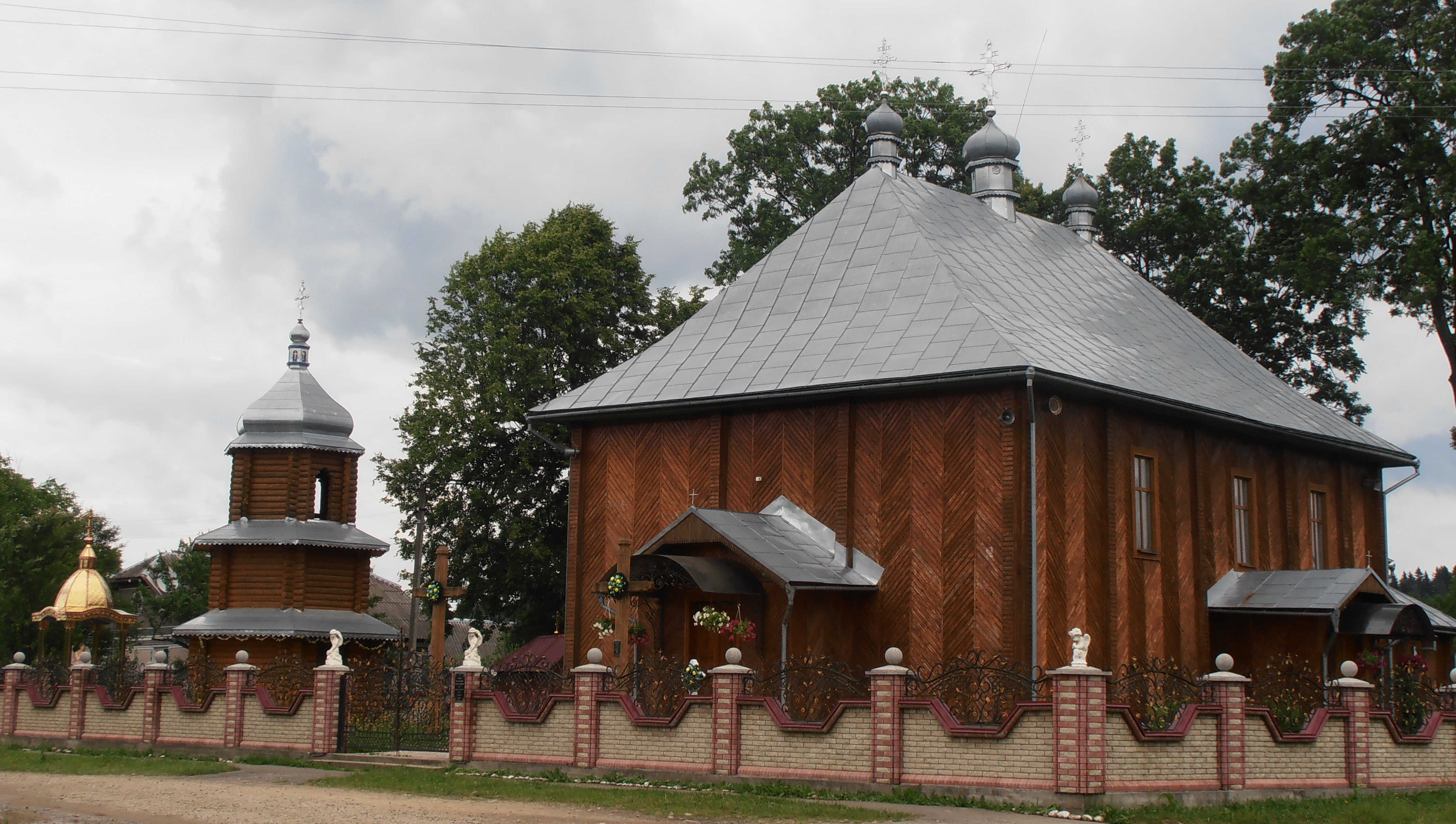
Завій. Церква Архістратига Михаїла 1832 року

Завійська церква святого Михайла згадується 1685 року в реєстрі катедратика (столового податку), святого Архістратига Михаїла — у реєстрі духовенства, церков і монастирів Львівської єпархії 1708 року і протоколах генеральних візитацій Львівсько-Галицько-Камянецької єпархії 1740—1755 рр. (рік побудови — 1720, 29 парохіян-господарів).
У 1864—1883 рр. у селі Завій місцевим парохом був Володимир Ґлодзінський — дід провідника ОУН Степана Бандери.
У 1890 році в селі було 205 будинків, 1330 мешканців у селі та 151 на території фільварку (1193 греко-католики, 161 юдей, 87 римо-католиків, 40 інших визнань; 1314 українців, 29 поляків, 18 німців). Функціонувала однокласова школа. Діяв паровий тартак потужністю 40 кінських сил з 26 пилами звичайними і одною циркулярною, який зокрема в 1877 році переробив 12000 кубометрів ялицевої і смерекової деревини і виробив 8000 кубометрів дощок та брусів.
Австрійська армія конфіскувала в серпні 1916 р. у завійській церкві 4 давні дзвони діаметром 67, 45, 34, 32 см, вагою 144, 47, 20, 17 кг. Після війни польська влада отримала від Австрії компенсацію за дзвони, але громаді села грошей не перерахувала.
На 01.01.1939 р. в селі проживало 2010 мешканців (1800 українців, 60 поляків і 150 євреїв).
За радянської влади чимало мешканців Завою було насильно переселено до Сибіру, оскільки село було пристановищем відділів УПА. За даними облуправління МГБ у 1949 р. в Перегінському районі підпілля ОУН найактивнішим було в селах Новиця, Петранка, Грабівка і Завій.
У Завої вперше в новітній історії 8 червня 1989 року над Калущиною піднявся синьо-жовтий стяг.
У 2017 р. в Чорному Лісі, неподалік с. Завій було виявлено зруйновану криївку воїнів УПА. В даний час її відновили і повернули автентичний вигляд.
На місці розкопки виявили свідчення того, що криївку підірвали.

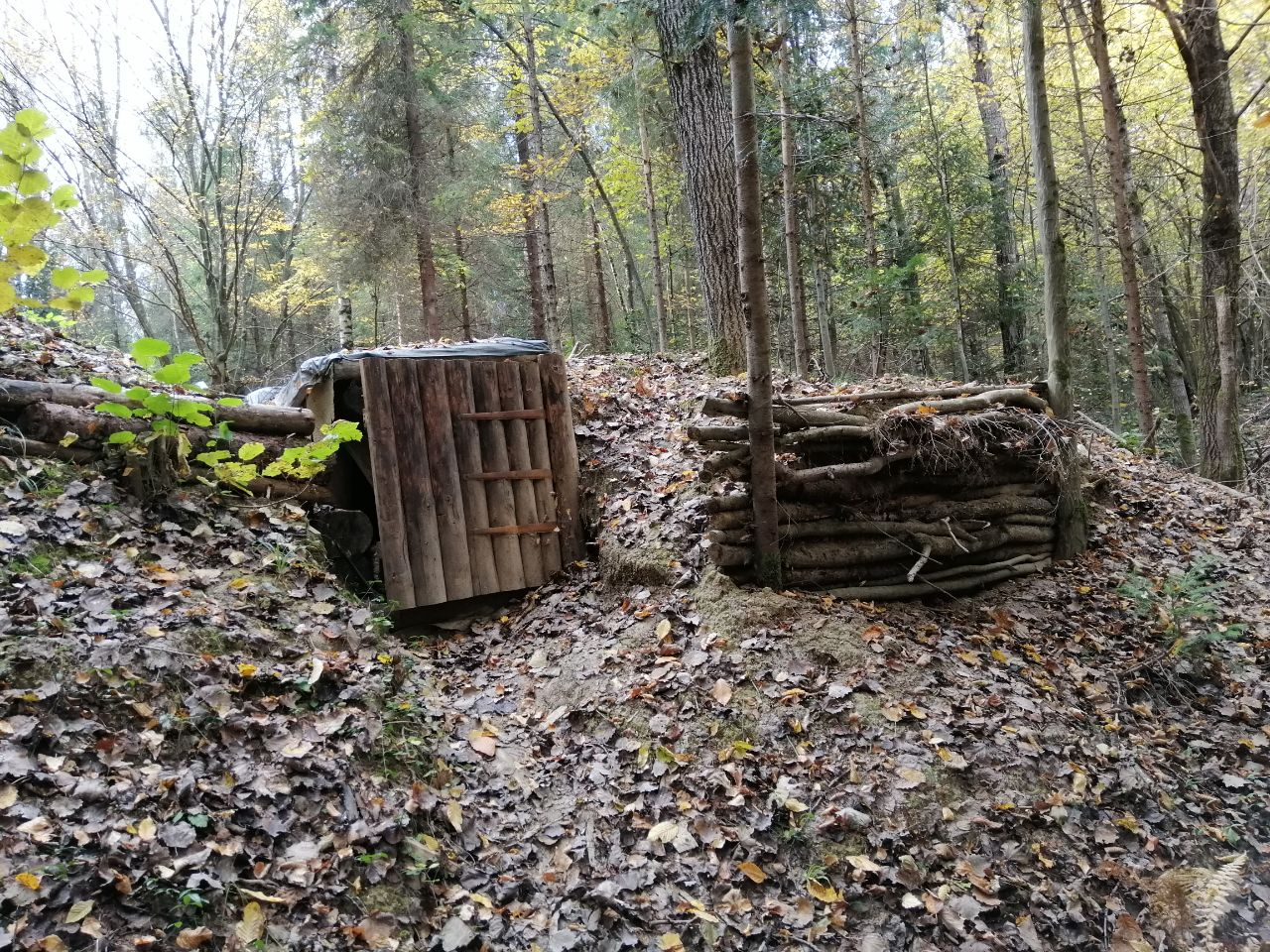
Криївка воїнів УПА в Чорному Лісі, с. Завій

Про результати подальшого дослідження криївки у Чорному лісі за селом Завій розповів калушанин Василь Фіцак. Відтак у вівторок, 19 вересня, йому разом з Андрієм Сікорою та Богданом Яневичем вдалося визначити приблизні контури і параметри криївки, а в шурфі виявити чимало знахідок: уламки чавунної пічки, колосника, цвяхи, металеві предмети, фрагменти глиняного посуду, скла, шкіри, тканини, карабінові гільзи та кулі від пістолетів.

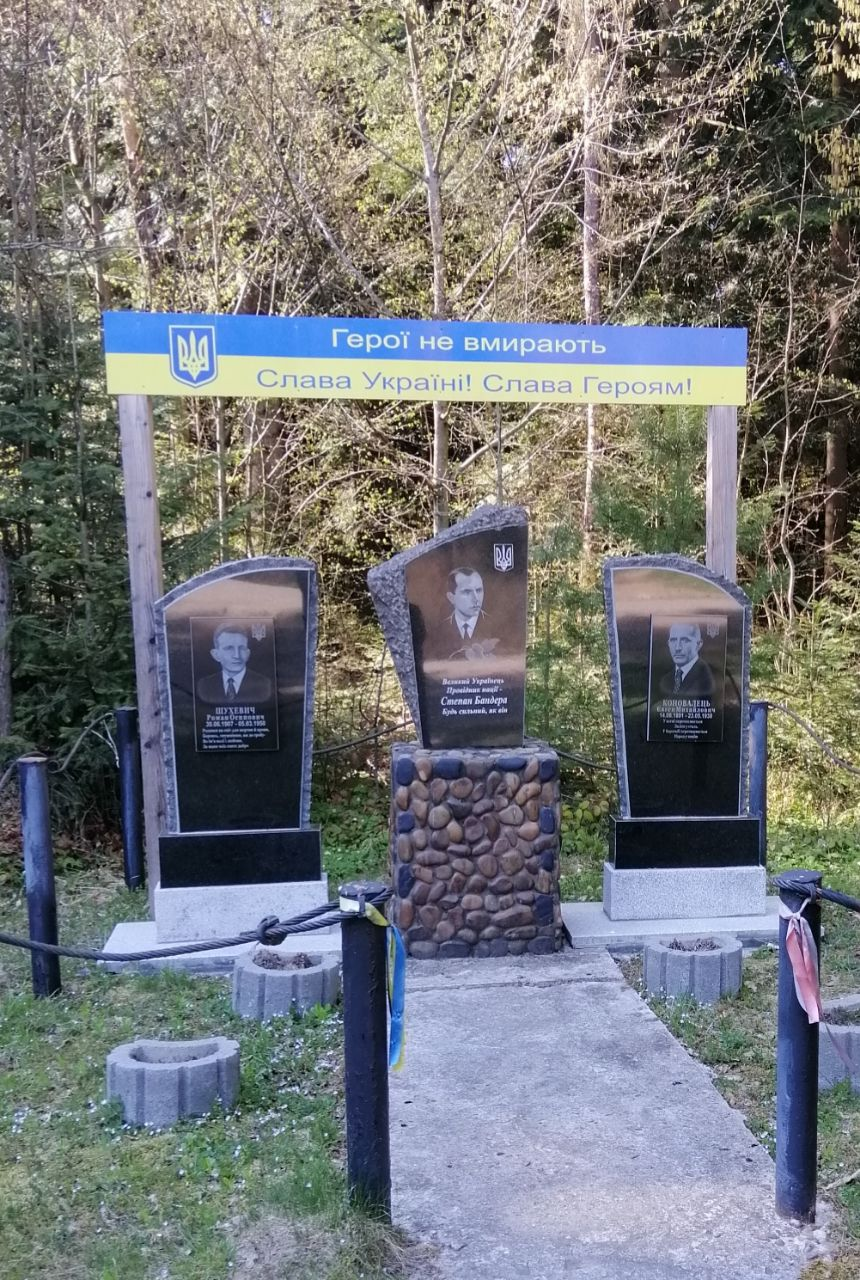
Пам'ятник Бандері, Шухевичу та Коновальцю в Чорному Лісі, с. Завій

«Найбільш цікавими знахідками виявились особисті речі: уламок гребінця, зубна щітка, неушкоджена баночка від одеколону чи духів з рідиною всередині, — пише Vasyl Fitsak. — Також фрагмент тюбика від зубної пасти „саніт“. До речі перша зубна паста в тюбиках в СССР з'явилась в 1950-му році. Хлопці загинули 8 жовтня 1950 року».
Про те, що криївку підірвали, свідчать хаотично розкидані елементи перекриття — дошки та руберойд. А на знайденому алюмінієвому тазику, є отвори прошиті осколками, додає Фіцак. Також дослідники виявили сліди пожежі. На разі роботи продовжуються.

## Сучасність
В селі діють дві церкви: новозбудована греко-католицька, яка відкрита та освячена 8 грудня 2013 року, та православна — збудована теж греко-католиками у 1832 року церква св. Архистратига Михаїла (храмове свято 21 листопада), але в 1946 забрана комуністичною владою і передана московській православній церкві, пізніше була передана громаді Української Православної Церкви Київського Патріархату. Зараз храм потребує реставрації, пам'ятка архітектури місцевого значення № 489/1. Нещодавно церква відсвяткувала 200 років.

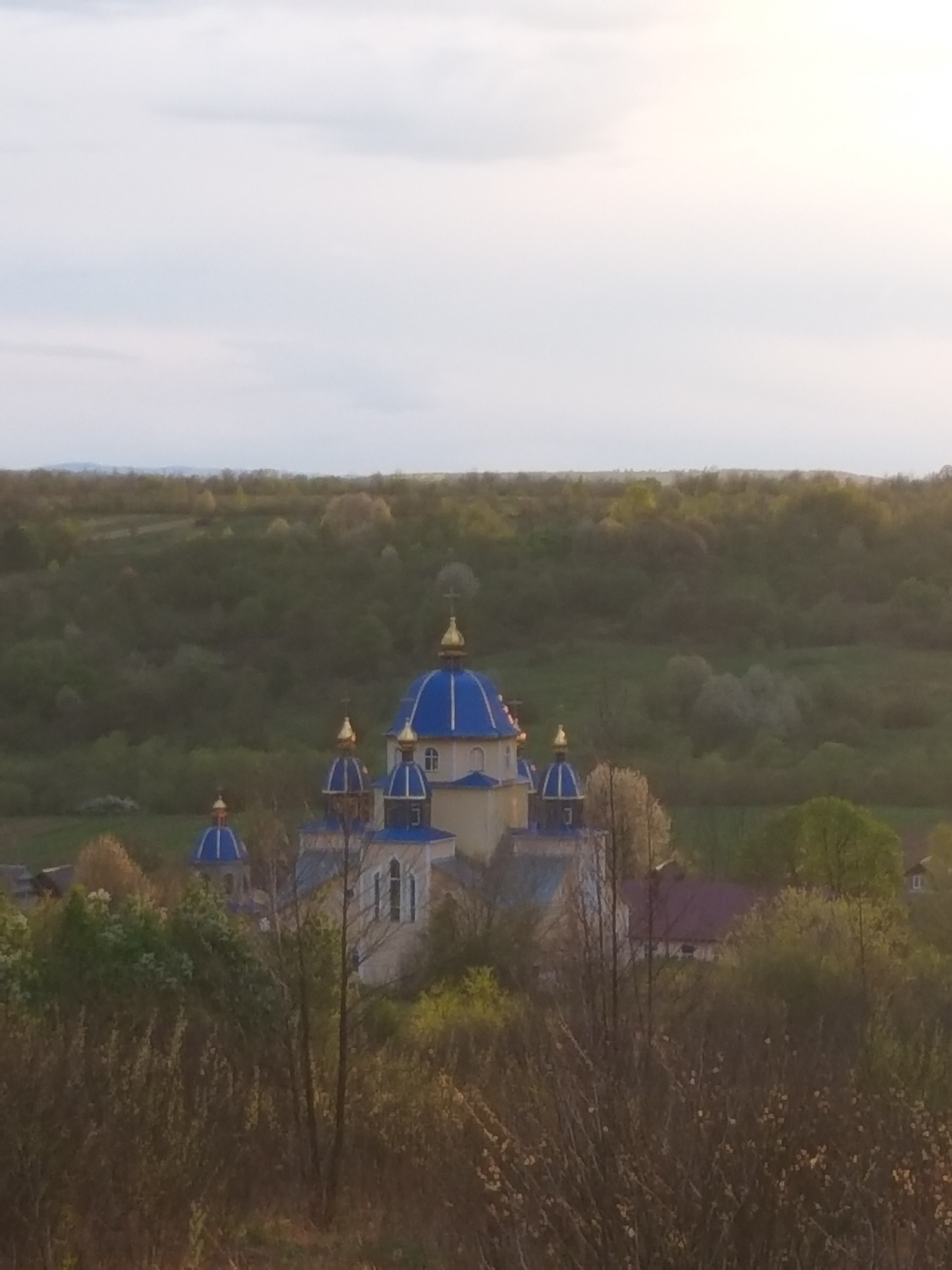
Храм УГКЦ Покрови Пресвятої Богородиці

21 листопада 2014 року на храмове свято у Завою урочисто було відкрито сучасний спортивний майданчик зі штучним покриттям, який знаходиться на території школи. Свято, попри холодну погоду, було справді урочистим. Чин освячення спортивного майданчика відправили п'ятеро священиків.
У тому, що село отримало спортивний майданчик, — чимала заслуга й керуючого справами обласної ради Івана Даніва, й обласної ради, районної ради та РДА, меценатів, зокрема депутата районної ради Миколи Дутки.
На цю подію приїхали не тільки представники влади району, області, а й… держави. Представник Міністерства молоді та спорту, уродженець села Грабівка, Михайло Мельник, зокрема, підкреслив: «Тут, на спортмайданчику, буде рости міцна, здорова наша молодь, яка завжди зможе захистити нашу державу».
Михайло Мельник нагородив грамотами найкращих учнів-спортсменів: Ірину Гриців, Романа Безрученка, Мар'яну Ільків, Назарія Мартищука, Василя Шкутяка, Зоряну Кобу і Наталія Петрушку.

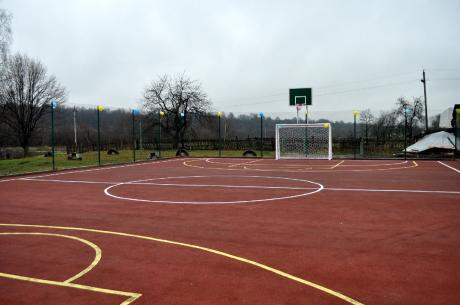
Сучасний спортивний майданчик зі штучним покриттям

Заступник начальника управління молоді та спорту ОДА Назар Павлів додав, що спорт дає чимало можливостей: багато друзів, подорожі.
Голова райдержадміністрації Микола Жовнір подякував сім'ям Сагайдака, Маруняка, Івасютяка, чиї сини захищали чи захищають Україну в зоні АТО.

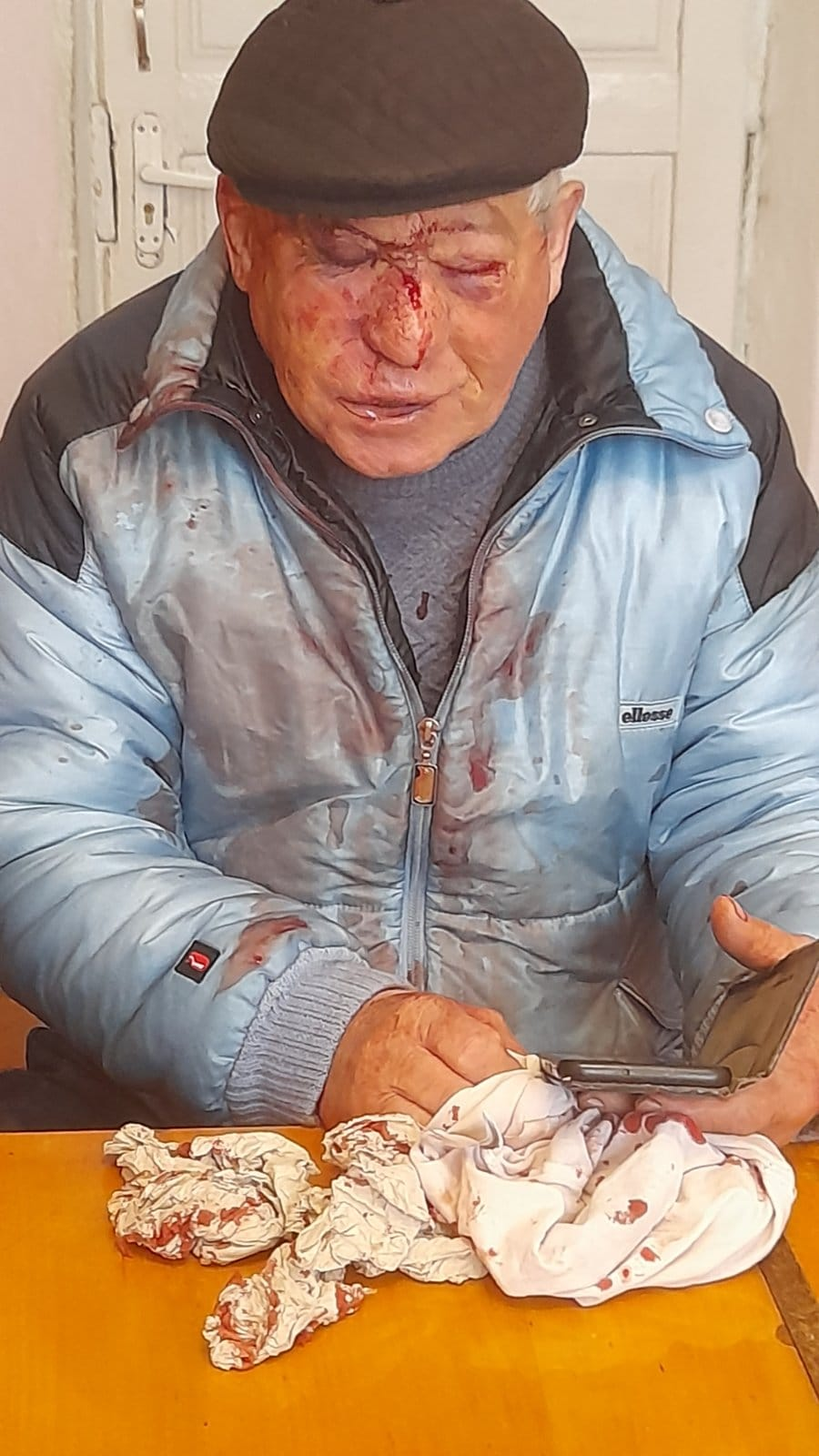
Олесь Савчук, 19 січня 2024 р. після побиття Олегом Бутусіним

Голова районної ради Василь Дзундза зазначив, що наступного року таких же спортивних майданчиків дочекається Тужилів.
Директор Завійської ЗОШ І-ІІ ст. Марія Данів подякувала всім, хто долучився до будівництва спортмайданчика і додала, що школа здобула велику перемогу — отримала такий гарний спортивний майданчик, який носитиме ім'я вчителя фізкультури Перегінця.
Іван Данів і Михайло Мельник забили перший м'яч, після чого діти, нарешті, почали випробувати на міцність новий спортмайданчик. [Архівовано 28 жовтня 2020 у Wayback Machine.]
19 січня 2024 року громадянин російської федерації, який з 2014 року перебуває на території України та проживає в Івано-Франківській області побив пенсіонера з села Завій 71 річного Олеся Савчука.
Подія відбулася в обідню пору біля будинку в якому в минулому знаходилася сільска рада. Пенсіонер отримав значні травми обличчя, його забрала машина швидкої медичної допомоги. Олег Бутусін неодноразово погрожував жителям сіл Завій та Грабівка, зокрема й зброєю. Олег Бутусін та його дружина негативно висловлювася в бік і пенсіонера Олеся Савчука, який у 2023 році як депутат місцевої ради відстоював право жителів села Грабівки користуватися дорогою загального користування, яка проходить неподалік від будинку в якому проживає Олег Бутусін.

## Соціальна сфера
- Лікарська амбулаторія.
- Народний дім.Амбулаторія
- Школа І-ІІ ст[19].
- 705 дворів, 2288 мешканців.

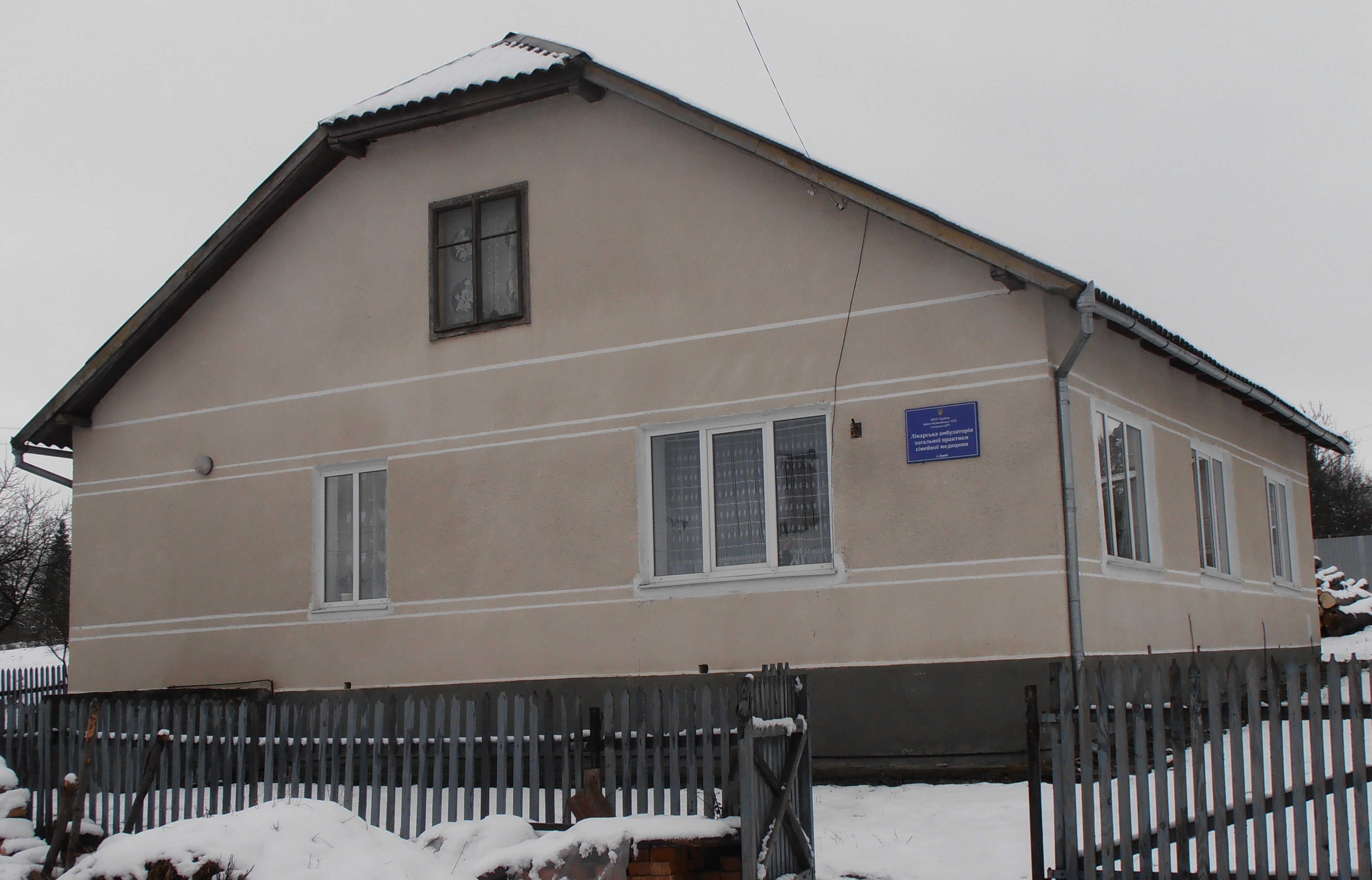
Амбулаторія

Село газифіковане. Територія села покрита швидкісним 4G зв'язком від мережі Київстар.

## Вулиці
У селі є вулиці:
- Данила Галицького
- Зелена
- Івана Франка
- Лісова
- Луги
- Садова

## Фотографії

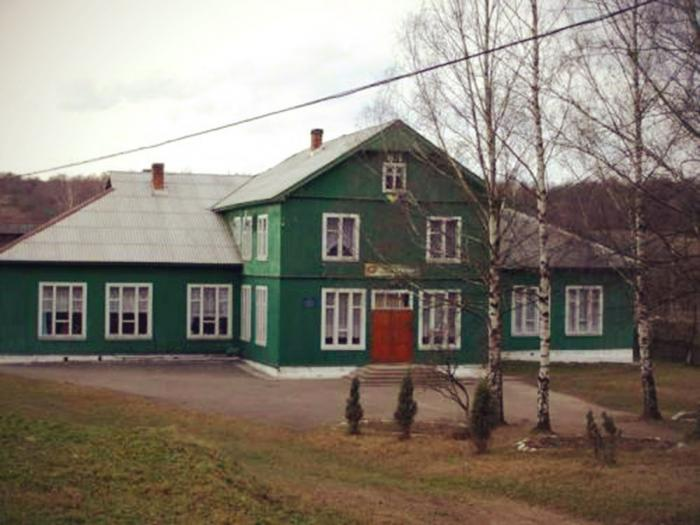
Завійська школа

Каплиця борцям за волю України в Чорному Лісі, с. Завій

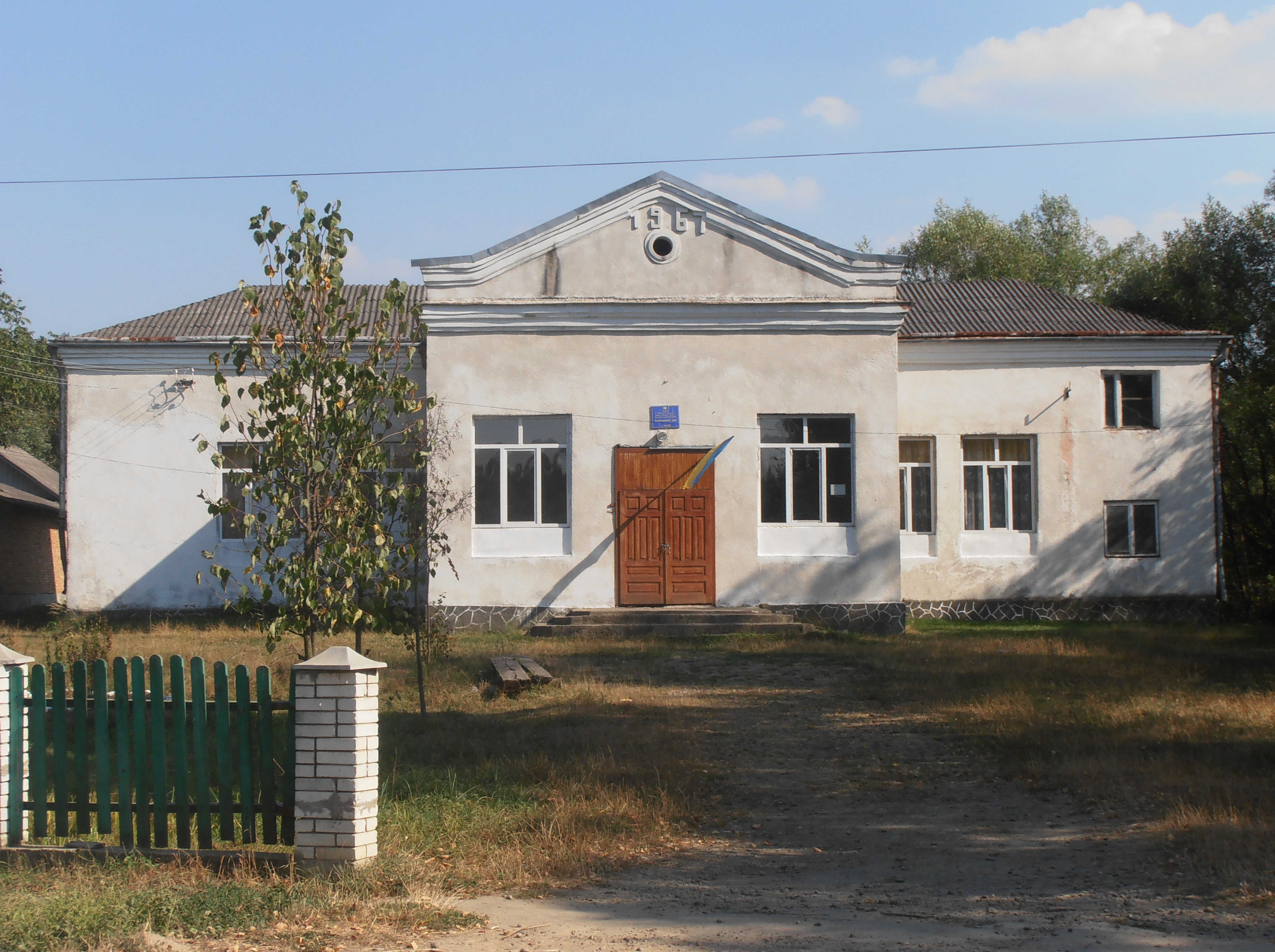
Народний дім

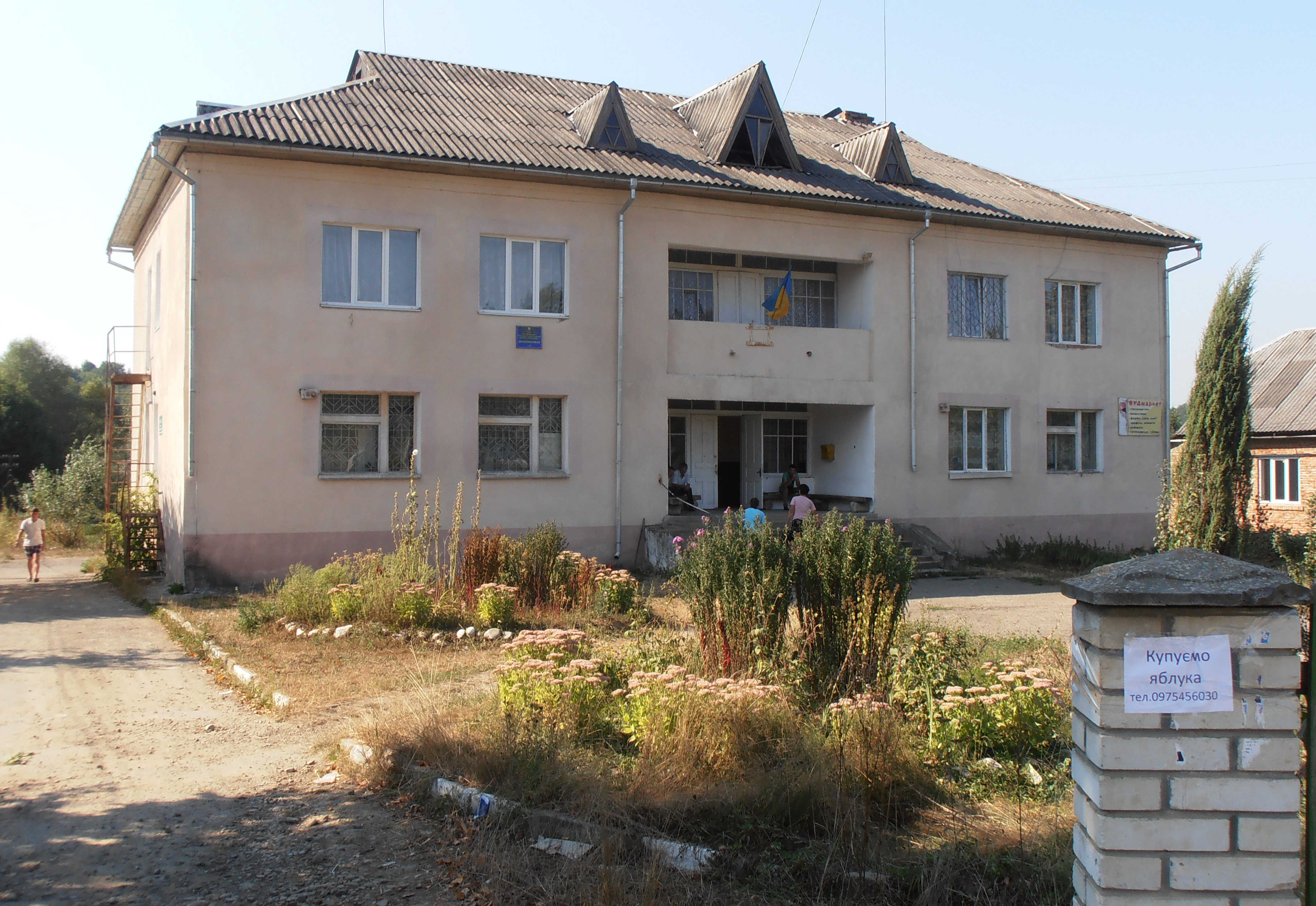
Сільрада

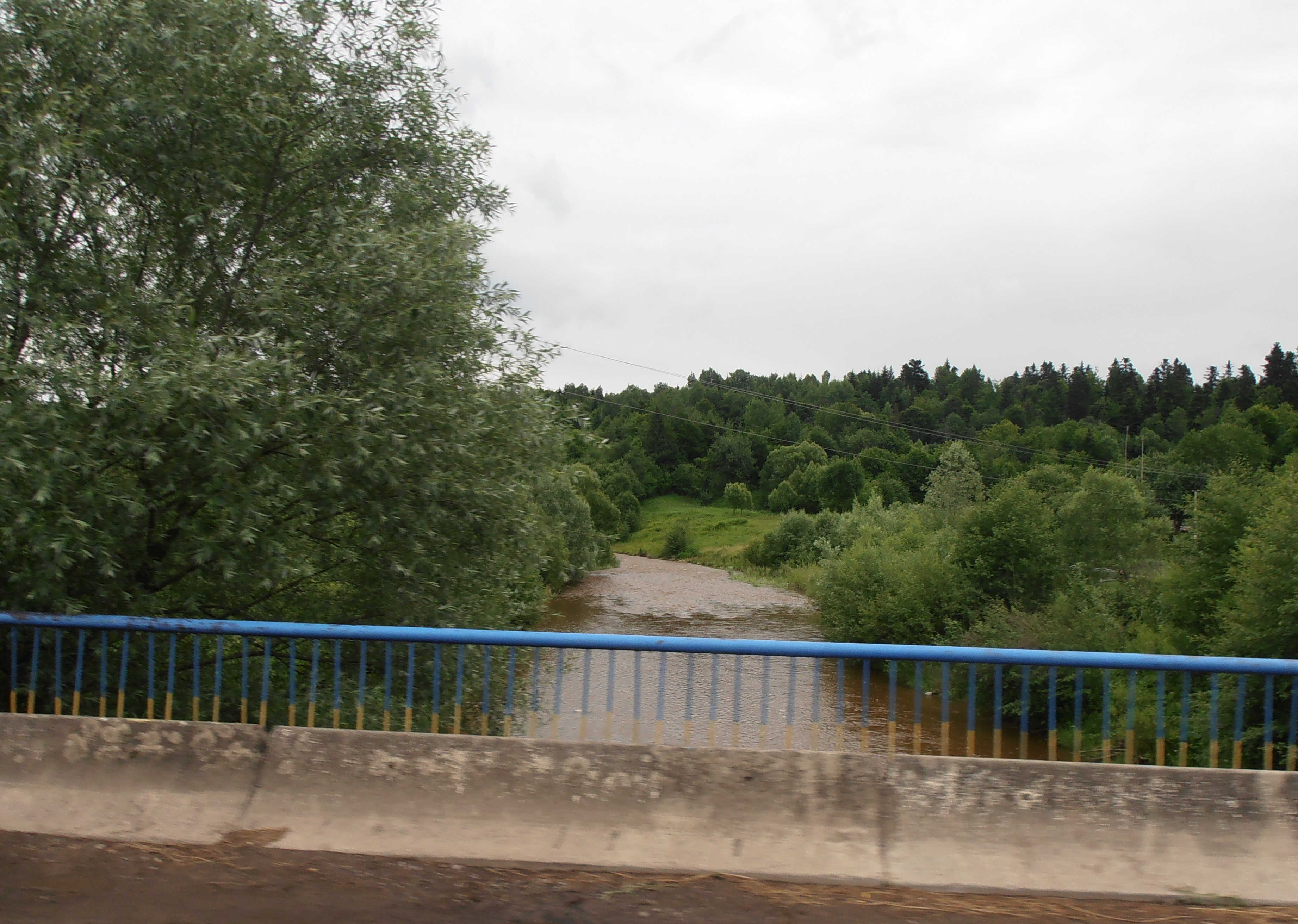
Луква в селі Завій